# Таштагол
Таштаго́л (шорськ. Таштағол, рос. Таштагол) — місто, центр Таштагольського району Кемеровської області, Росія. Адміністративний центр та єдиний населений пункт Таштагольського міського поселення.

## Географія
Розташоване за 4000 км від Москви, 370 км від обласного центру міста Кемерового та 160 км від Новокузнецька, найбільшого промислового міста Кузбасу.
Місто розташоване на річці Кондома (притоці Томі).

У територіальному відношенні місто розділене на три мікрорайони: власне Таштагол (або Старий Таштагол), Усть-Шалим (в повсякденній мові — Поспєлова, в зв'язку з назвою найдовшої вулиці мікрорайону) і Шалим (відділений від основної частини міста, розташований в напрямку селища Шерегеш, колишнє селища міського типу).

## Населення
Населення — 23134 особи (2010; 23363 у 2002).

## Господарство

### Промисловість
Містоутворюючим підприємством є Таштагольський рудник з видобутку залізної руди, який входить до складу ВАТ «Євразруда».

### Транспорт

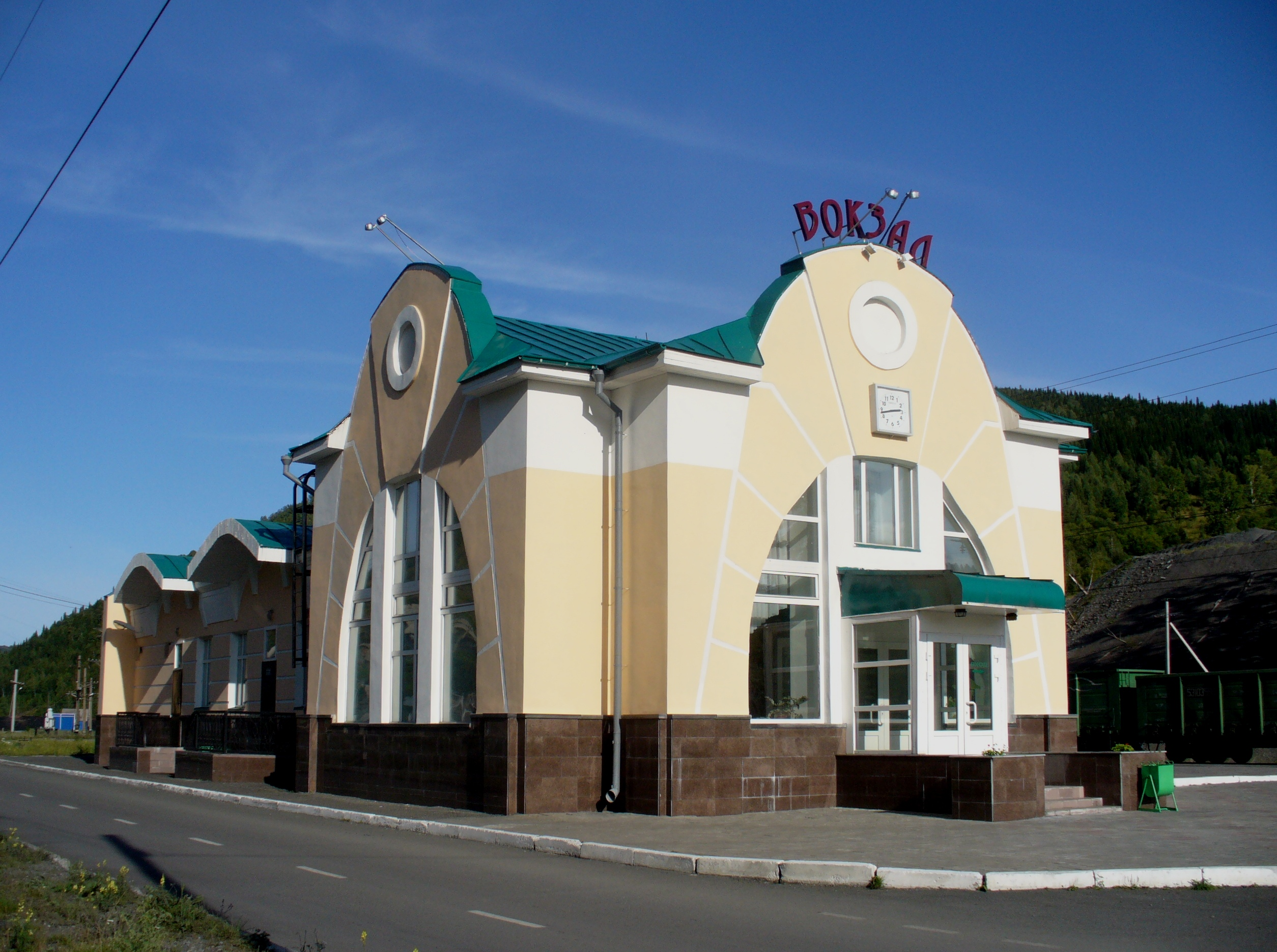
Вокзал станції Таштагол

Таштагол — кінцева станція Південно-Кузбаської гілки ЗСЗ. Зв'язок з великими станціями здійснюється за допомогою поїзда «Таштагол — Новокузнецьк». На території міста розташовані три станції: Кондома, з.п.572 км (в мікрорайоні Усть-Шалим) і власне Таштагол (в старому місті).
У 2008 році відкрито автомобільну дорогу Таштагол — Турочак, що з'єднала Кемеровську область і Республіку Алтай.
Місцевий аеропорт виконує рейси до віддалених і важкодоступних селищ Таштагольського району, а також сусідніх регіонів — Хакасії і Гірського Алтаю.
Основним видом міського та приміського сполучення є автобуси Таштагольського ГПАТП КО.

### Культура

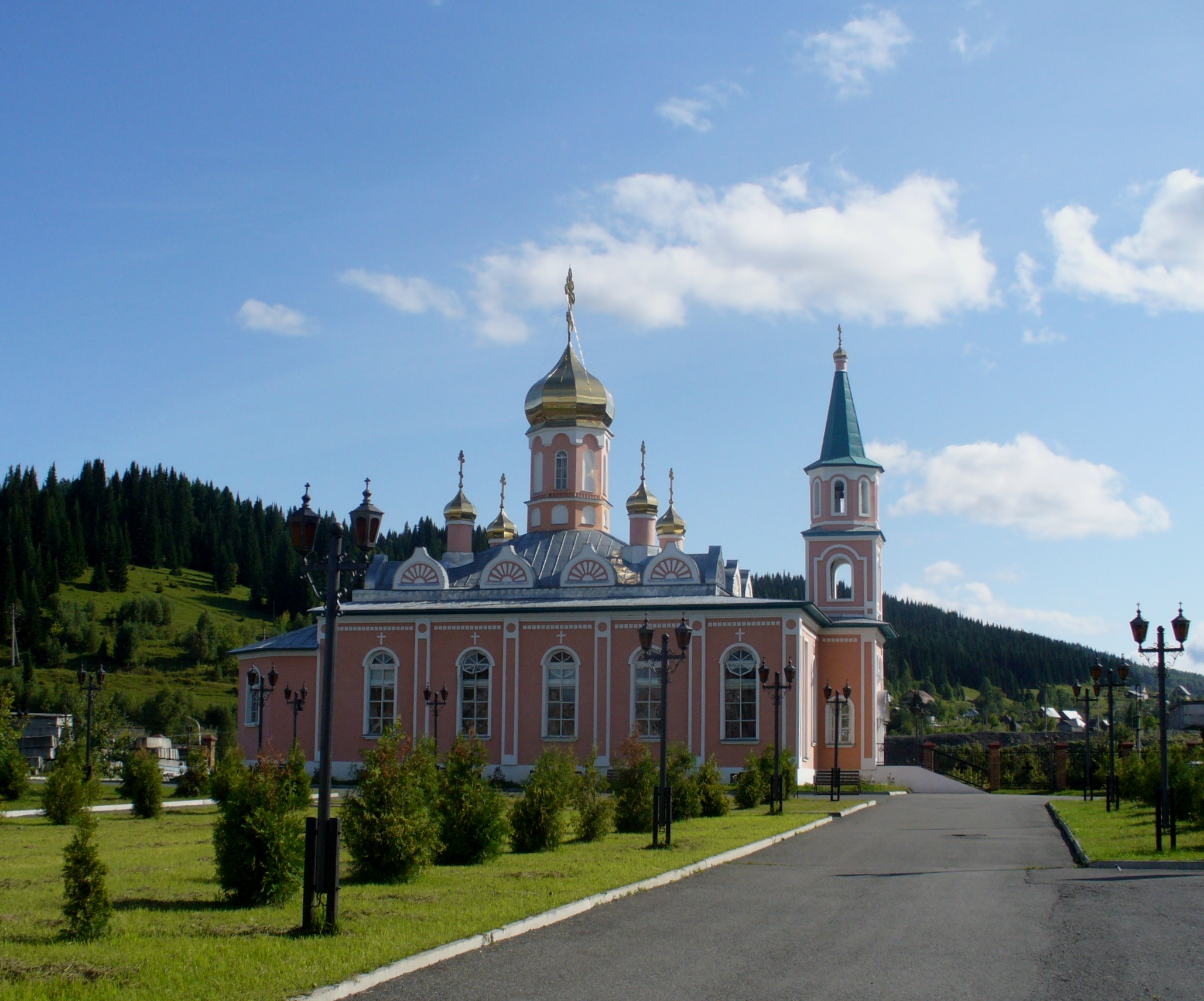
Церква в мікрорайоні Усть-Шалим

- Музей етнографії та природи Гірської Шорії.[4].

### Спорт
- Швидко розвивається гірськолижний спорт, сноуборд. Добре розвинений туризм.